# Сара Лідман
Sara Lidman.jpg

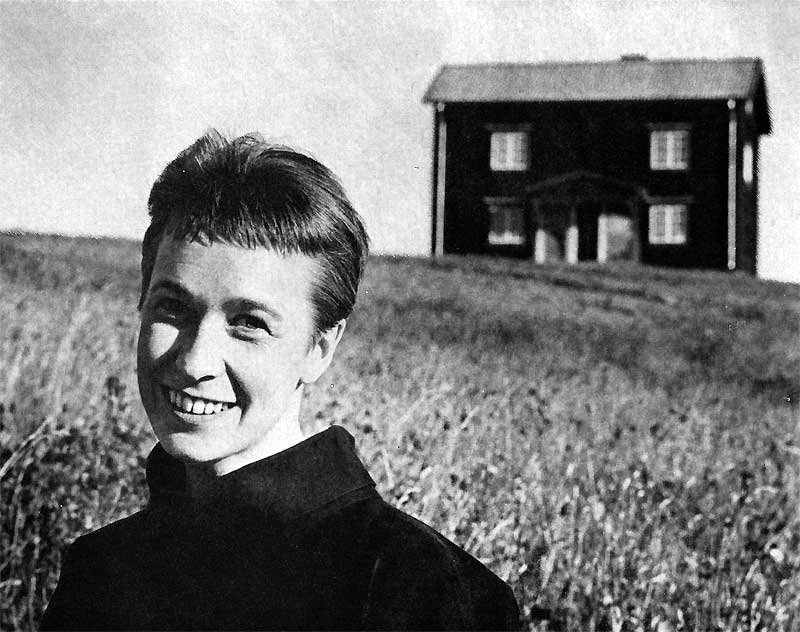
Сара Лідман у рідних краях. Міссентреск, близько 1960 року.

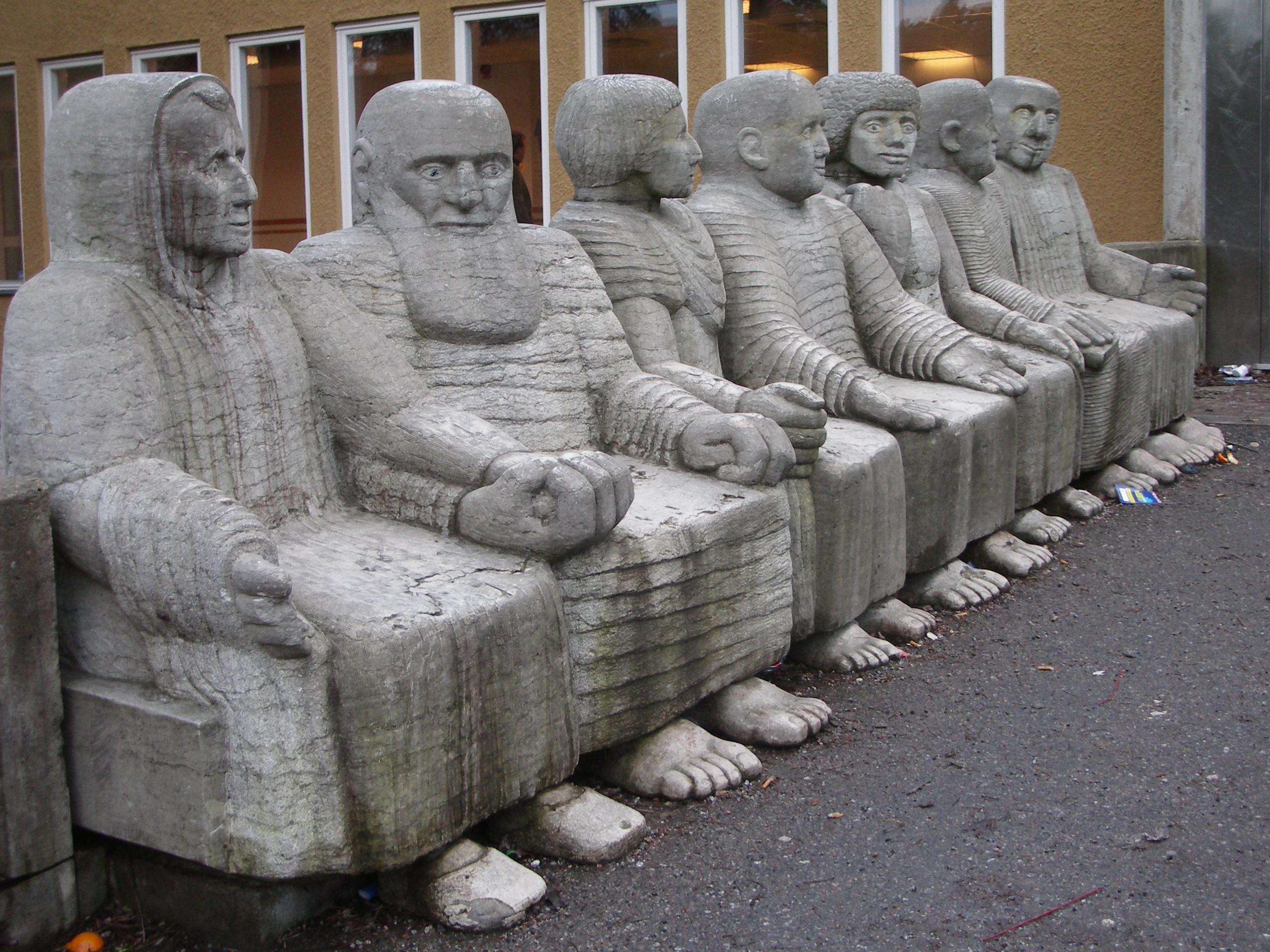
Сару Лідман (третю зліва) як одну з відомих осіб зобразила мисткиня Пія Енґстрем у своїй скульптурній композиції «Після купелі», встановленій у Стокгольмі, біля Вестерторпсбадета.

Са́ра Аде́ла Лі́дман (швед. Sara Adela Lidman, *30 грудня 1923, Міссентреск, Єрнська парафія, Вестерботтен, Швеція — 17 червня 2004, Умео, Швеція) — шведська письменниця, журналістка, драматург і критик.

## Біографія
Сара Лідман народилася на півночі Швеції, в Андреаса і Єнні Лідманів. У цій родині було ще дві дочки — Лісбет і Тура. Після підготовчих класів Сара у 1931 році пішла до неповної середньої школи, яку закінчила 1936 року. У 1937–1938 роках навчалася в додаткових, старших класах середньої школи. 
З 1940 по 1942 заочно здобувала освіту в Кореспонденційному інституті Гермуда й 29 травня 1942 року склала випускний іспит.
У 1942-1944 Сара Лідман навчалася в Маріаннелундській практичній школі, склала випускний іспит 7 червня 1944 року. 
У 1945-му вона вступила до Уппсальського університету, потім через хворобу була змушена перервати студії й 1948 року розпочати навчатися в Лундському університеті. У 1949-му Сара здобула ступінь кандидата філософії в першому з цих навчальних закладів і до 1952 року студіювала у другому. Спеціалізувалася, зокрема, у французькій мові та літературі (влітку 1947-го відбула мовну практику в Ґреноблі), в норвезькій мові та літературі (1950, 1951) і в педагогіці (1952).
1950 року вона вийшла заміж за лікаря-рентгенолога Ганса Єсту Скарбю (1907—2003).
Ще у студентські роки Сара Лідман підробляла, працюючи бібліотекаркою. Здобувши в 1952-му закінчену вищу освіту, наступного року вона дебютувала романом «Смоляна долина» й відтоді регулярно друкувалася, одержувала літературні премії, публікувалася в мас-медіа й співпрацювала з театрами та Шведським радіо. У
1965, 1972, 1974, 1979 і 1995 роках письменниця відвідала В'єтнам, і результатом цих відвідин стали статті та їх збірки, позначені протестом проти втручання США в Індокитай. Поза журналістикою проти такої політики вона виступала як учасниця Трибуналу Рассела — Сартра і активна член політичного угруповання «Ліві 68 року». Її знали як таку, що гаряче агітує й завзято домагається бажаного. 1960 року Лідман поїхала до Південно-Африканського Союзу, щоб «зустріти нових людей і знайти нові проблеми». Там її звинуватили в порушенні расових законів (зберігся задокументований допит) і наступного року змусили виїхати з країни. У 1963-му Лідман боролася з расизмом уже в Кенії. Наприкінці 1960-х вона підтримувала гірників-страйкарів Кіруни й інших рудників. Згодом перейшла з комуністичних поглядів на поміркованіші й зайнялася охороною довкілля. Вже перед смертю письменниця виступила проти війни в Іраку. Таку діяльність Сари Лідман і своє спільне життя з нею в другій половині 1950-х описав Івар Лу-Юганссон у романі «Блакитна діва».
У 1955-1963 роках письменниця належала до членів літературної академії «Товариство Дев'яти» й мала крісло № 8. 1989 року Сару Лідман вибрали членом Королівського Шюттеанського товариства, що в Умео. З 1975-го року й до самої смерті вона проживала у своєму рідному домі, що в Міссентреску.

## Творчість
1953 року Сара Лідман дебютувала романом «Смоляна долина», у якому зобразила будні села Екстреск поетичною мовою, що ґрунтується на північношведських діалектах і біблійних текстах. «Країна морошки» (1955) — це широкий епічний опис бідної вестерботтенської спільноти лісівників. Романи «Дощовий шпиль» (1958) і його продовження «Носити омелу» (1960) відзначаються психологічним реалізмом із символістичними відтінками. У 1960-х роках етична проблематика набрала політичної барви. У романах «Я і мій син» (1961) і «З п'ятьма діамантами» (1964) йдеться про расову дискримінацію.
Своїми репортажами «Розмова в Ханої» (1966), «Рудник. Картина Удда Урбума» (1968), «Наземні і підземні друзі» (1969) та «Птахи у Намдіні» (1972) Лідман подала голос у тодішніх суперечках про соціально-політичні питання, ставши на бік лівого соціалістичного крила й розвиваючи тему солідарності з бідняками та експлуатованими. У романі «Твій слуга слухає» (1977) письменниця повернулася до циклу про життя у Вестерботтені й описала колонізацію Півночі Швеції у 1870-х роках. То був перший твір у так званому «Залізничному епосі», який складається з п'яти частин: «Дитя гніву» (1979, відзначено Літературною премією Північної Ради), «Камінь Набота» (1981), «Дивовижна людина» (1983) і «Залізна корона» (1985). У них сильно і переконливо синтезовано провінціальне і універсальне засобами своєрідної поетичної прози. Головним героєм цих творів виступає Дідрік Мортенссон — селянин, який завдяки своїй наполегливості та цілеспрямованості домігся влади в цій місцині. Ентузіаст залізниці, він вважає її засобом подолати ізольованість поселення від решти світу. Зрештою його звинувачують за зловживання й (іронія долі) везуть до в'язниці одним із перших поїздів, яких він так прагнув. У цьому циклі багато чого взято з історії роду Сари Лідман. Останнім із черги вийшов у світ роман «Хвилина невинності» (1999).
Особистий архів Сари Лідман зберігається в дослідницькому архіві бібліотеки Умеоського університету. Її численні п'єси не дочекалися опублікування й досі перебувають у стані рукописів і машинописів. Деякі з них свого часу транслювалися по радіо й телебаченні. Українською мовою видано два твори Сари Лідман: «Острів» (Hjortronlandet) і «Я і мій син» (Jag och min son). Київ, «Дніпро», 1984. Переклала Ольга Сенюк.

## Твори

### Проза
- Tjärdalen (1953) — «Смоляна долина», роман
- Hjortronlandet (1955) — «Країна морошки», роман
- Regnspiran (1958) — «Дощовий шпиль», роман
- Bära mistel (1960) — «Носити омелу», роман
- Jag och min son (1961) — «Я і мій син», роман
- Jag och min son (1963) — «Я і мій син», роман, перероблена версія
- Med fem diamanter (1964) — «З п'ятьма діамантами», роман
- Din tjänare hör (1977) — «Твій слуга слухає», роман
- Vredens barn (1979) — «Дитя гніву», роман
- Nabots sten (1981) — «Камінь Набота», роман
- Den underbare mannen (1983) — «Дивовижна людина», роман
- Järnkronan (1985) — «Залізна корона», роман
- Lifsens rot (1996) — «Корінь значення життя», роман
- Oskuldens minut (1999) — «Хвилина невинності», роман

### Журналістика
- Samtal i Hanoi (1966) — «Розмова в Ханої», репортаж
- Gruva. Bild Odd Uhrbom (1968) — «Рудник. Картина Удда Урбума», збірка інтерв'ю
- Gruva. Bild Odd Uhrbom (1969) — «Рудник. Картина Удда Урбума», розширена версія
- Vänner och u-vänner (1969) — «Наземні і підземні друзі», збірка статей
- Fåglarna i Nam Dinh (1972) — «Птахи у Намдіні», статті про В'єтнам
- Varje löv är ett öga (1980) — «Кожен листок — це око», збірка статей
- …och trädet svarade (1988) — «…і дерево відповіло», збірка статей
- Kropp och skäl (2003) — «Тіло і душа», різні статті

### Драматургія
- Marta Marta (1970) — «Марто, Марто»
- П'єса на матеріалі «Дощового шпиля». Рукопис. Не поставлено. 1950-ті роки
- Job Klockmakares dotter — «Донька годинникаря Йова». Машинопис, поставлено в Гетеборзькому міському театрі (1954, 1955), в театрах «Рікстеатерн» (1956) і «Каммартеатерн» (1956)
- Aina — «Айна». Рукопис, поставлено в Королівському драматичному театрі й Гетеборзькому міському театрі (1956, 1957), а також у «Рікстеатерн» (1960)
- De vilda svanarna — «Дикі лебеді». Машинопис інсценізації казки Андерсена. Переклали німецькою Фред Єльм і Сара Лідман. Поставлено на телебаченні силами театрів «Кларатеатерн» (1971, 1972), «Тренделаґ театер» (1975, 1976) і «Рікстеатерн» (1979)
- Balansen och Skogen — «Рівновага і ліс». Поставлено в театрі «Данстеатер» (1975)
- Din tjänare hör, Vredens barn — «Твій слуга слухає», уривки з роману «Дитя гніву». Для театральної постановки обробили Лейф Сундберг і Сара Лідман. Готувалося для театру «Норрботтенстеатерн» (1981)
- Hästen och tranan — «Кінь і журавель». Машинопис. Поставлено й передано в телебаченні силами театрів «Вестерботтенстеатерн» (1983), «Норрботеттенстеатерн» та інших
- Järnkronan — «Залізна корона». Машинопис. Поставлено в не менш як двох версіях (1987)

## Книжки про Сару Лідман
- Birgitta Holm. Sara Lidman: i liv och text, 1998, isbn 91-0-056670-5, Finn boken
- Lina Sjöberg. Genesis och Jernet: ett möte mellan Sara Lidmans Jernbaneepos och bibelns berättelser, 2006, isbn 91-7844-727-5, Finn boken

## Нагороди і відзнаки
- Літературна премія газети «Свенска даґбладет» 1953
- Медаль БМФ 1956
- Письменницька премія педагогічного товариства шкіл для дорослих 1956
- Стипендія Книжкової лотереї 1956
- Стипендія Книжкової лотереї 1957
- Премія Доблоуґа 1961
- Літературна премія газети «Ми» 1964
- Літературна премія газети «Естерсундс постен» 1964
- Заохочувальна літературна стипендія 1967
- Велика заохочувальна літературна премія 1968
- Велика премія «Товариства Дев'яти» 1977
- Премія Зорнів 1979
- Літературна премія Північної Ради 1980 (за «Дитя гніву»)
- Літературна премія Сельми Лагерлеф 1985
- Премія Доблоуґа 1985
- Велика літературна заохочувальна премія за роман 1986
- Медаль Геденвінда 1987
- Премія «Аніара» 1991
- Премія Івара Лу 1992
- Премія Гаррі Мартінсона 1993
- Премія Ґерарда Бонніра 1993
- Премія Мої 1996
- Премія «Litteris et Artibus» 1997
- Премія Стіґа Шедіна 1998
- Премія Сікстена Геймана 1998
- Пілотська премія 1999
- Шведська премія за риторику 1999
- Особиста премія Івара Лу-Юганссона 2001

## Почесті
- Звання почесного доктора філософії Університету в Умео (1978)
- Звання професора — 1999
- 2009 року іменем Сари Лідман названо вулицю у Стокгольмі[8]
- 2015 року у Шеллефтео на честь Сари Лідман названо вулицю та квартал — відповідно іменем її літературної героїні та назвою роману: вулиця Анни-Стави (Anna-Stavas gata) і квартал «Країна морошки» (kvarteret Hjortronlandet)